# Осциляції нейтрино
Осциляції нейтрино — явище періодичної зміни покоління нейтрино з часом та віддаллю від джерела. Осциляції передбачив Бруно Понтекорво в 1957 за умови, що нейтрино мають масу і маси трьох типів нейтрино — електронного, мюонного й тау-лептонного — різні. Експериментально осциляції нейтрино спостерігали в низці дослідів, які проводили вже в XXI столітті. У межах Стандартної моделі нейтрино є безмасовими частинками, тому для пояснення їхніх осциляцій Стандартна модель потребує змін.
За експериментальне відкриття нейтринних осциляцій Такаакі Каджита та Артур Макдональд отримали Нобелівську премію з фізики за 2015 рік.

## Суть явища
Існує три типи нейтрино: електронне, мюонне і тау-лептонне. 
Усі нейтрино взаємодіють тільки через слабку й гравітаційну взаємодії, однак народжуються вони в ядерних реакціях, де основну роль відіграє сильна взаємодія, у вигляді квантової суперпозиції усіх трьох поколінь. Якщо маси трьох типів нейтрино відрізняються, то вони розповсюджуються з різними швидкостями. Тому, із часом, потік, який початково складався тільки, наприклад, з електронних нейтрино, може змінитися, частки моюнного і тау-лептонного нейтрино можуть зрости, й експериментально може бути задетектовано нейтрино іншого покоління. Зважаючи на велике значення швидкості світла й на малі віддалі між джерелом та детектором, зміна покоління нейтрино проявляється не як запізнення в детектуванні сигналу, а як інтерференційний ефект, наслідком якого є періодичні коливання ймовірності детектування нейтрино того чи іншого типу.

## Експериментальні свідчення

### Проблема сонячних нейтрино
Теорія осциляцій нейтрино дозволила вирішити загадку недостатнього потоку нейтрино від Сонця, виявленого Реєм Девісом у 1960-х роках. Ця нестача залишалася незрозумілою до 2001 року, коли в Нейтринній лабораторії Садбері було отримано однозначне підтвердження зміни поколінь нейтрино. Утім, за сучасними уявленнями, осциляції сонячних нейтрино відбуваються в речовині Сонця й мають механізм, відмінний від описаного вище.[джерело?] Цей механізм отримав назву «ефект Міхеєва — Смирнова — Вольфенштейна».

### В атмосфері
Великі детектори IMB, MACRO, та Каміоканде II спостерігали нестачу у відношенні потоків моюнних та електронних нейтрино при розпаді мюона. Експеримент Супер Каміоканде дав дуже точні вимірювання осциляцій нейтрино в діапазоні енергій від МеВ до кількох ТеВ з базою вимірювань, рівною діаметру Землі.

### Реакторні нейтрино
Численні експерименти були присвячені пошукам осциляцій електронних антинейтрино, що виробляються в ядерних реакторах. Зокрема, високоточні спостереження проводилися в рамках експерименту KamLAND, починаючи з 2002 року. У ядерних реакторах утворюються антинейтрино з енергією аналогічною сонячним — кілька МеВ. Віддаль, на якій вимірювалися осциляції, варіювалася від десятків метрів до сотень кілометрів.

### Прискорювачі
Найкращі умови для вивчення нейтрино створюють пучки з прискорювачів. Значна частина таких експериментів із пучками нейтрино досліджувала ті ж діапазони енергій, що й для атмосферних нейтрино: ГеВ на віддалях у кілька сотень кілометрів.
31 травня 2010 року INFN та ЦЕРН оголосили спостереження тау-лептона в пучках мюонних нейтрино в ході експерименту OPERA. Детектори експерименту знаходилися в Національній лабораторії Гран-Сассо на віддалі 730 км від женевського нейтринного джерела.

## Виноски
1. ↑  
B. Pontecorvo (1957). Mesonium and anti-mesonium. ЖЭТФ. 33: 549—551.
2. ↑  Архівована копія. Архів оригіналу за 25 вересня 2011. Процитовано 30 вересня 2011.{{cite web}}:  Обслуговування CS1: Сторінки з текстом «archived copy» як значення параметру title (посилання)